# 蒂罗洛城堡

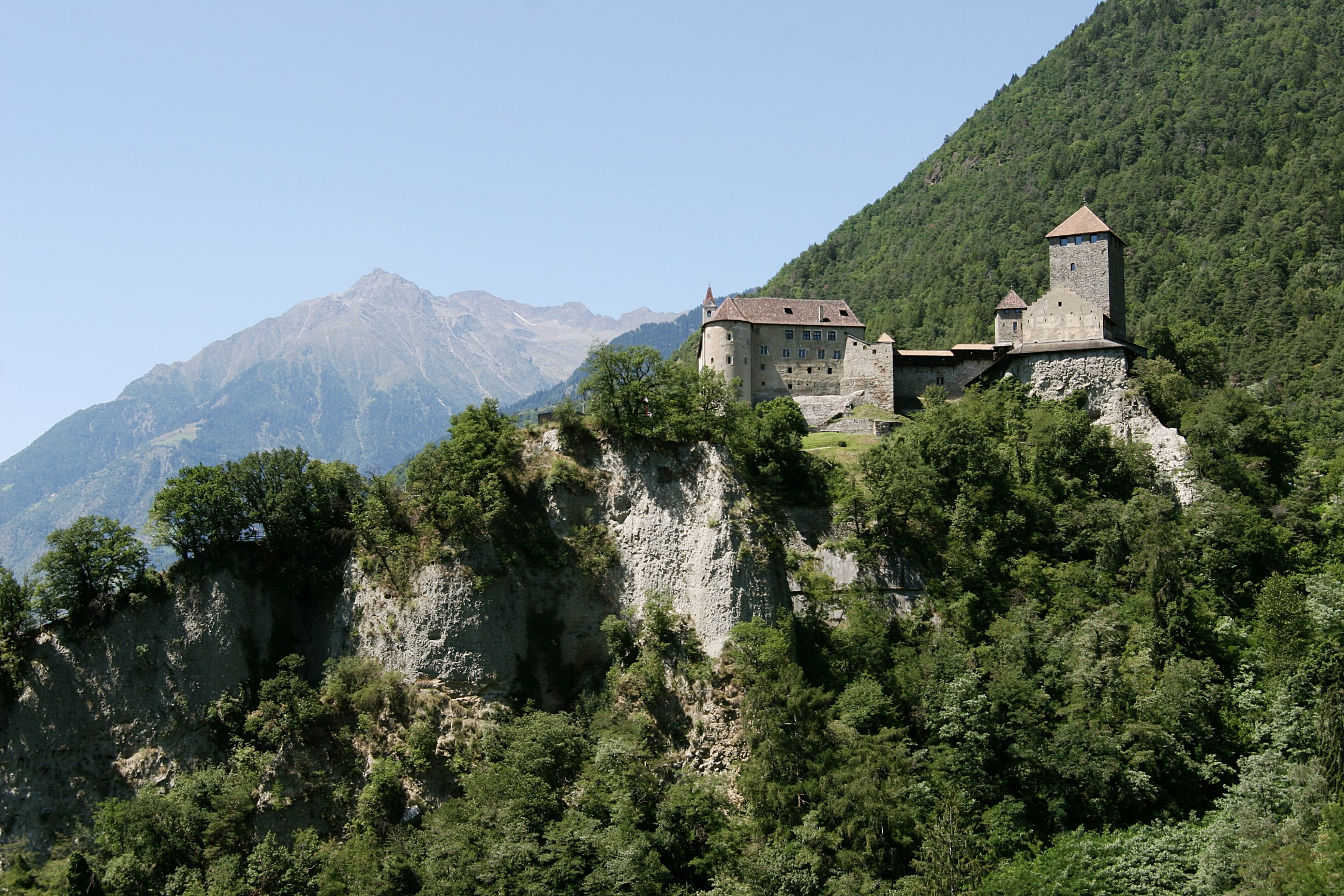
提洛城堡

提洛城堡（德文：Schloss Tirol；義大利文：Castel Tirolo）是位在義大利南提洛美拉諾附近提洛洛的城堡，1100年前建立。中世紀，作為統治提洛伯國的提洛伯爵的居城，也是提洛的地名來源。

## 外部連結
- Official website